# Willy van Zwieteren
Willebrordus (Willy) van Zwieteren (Rotterdam, 15 januari 1904 - Den Haag, 22 november 1983) was een Nederlands voetballer.
De verdediger van Sparta Rotterdam speelde op 17 maart 1929 zijn enige interland voor het Nederlands Elftal tegen Zwitserland in het Olympisch Stadion in Amsterdam (3-2-overwinning). Het was een wedstrijd waar bondscoach Bob Glendenning kon experimenteren, er stonden namelijk vier debutanten in de aanval, waaronder Van Zwieteren, Jan Halle, Adje Gerritse en Jaap Barendregt.